# Диско (стиль одежды)

Диско-стиль

Ди́ско — (англ. Disco) стилевое направление молодёжной моды середины 1970-x — начала 1980-x годов, развившееся как подражание сценическим нарядам популярных диско-групп Bee Gees, Arabesque, Boney M и других.

## Предпосылки появления диско-стиля
Появление в середине 1970-х годов такого вида массового досуга молодёжи, как дискотека, потребовало соответствующей экипировки.
Одежда для дискотек должна была отличаться демократичностью и простотой кроя, но в то же время — яркостью и эротизмом. В какой-то мере, этот новый образ послужил вызовом консервативному деловому стилю старшего поколения. И в то же время, диско-молодёжь противопоставляла себя «неопрятным» хиппи. Диско стал стилем «пай-мальчиков», позволяющим себе небольшое отступление от «правил» в виде вполне пристойной disco-party.
Эталоном нового стиля послужили костюмы Джона Траволты и его партнёров по фильму «Лихорадка субботнего вечера» (1977). Однако гораздо бо́льший вклад в формирование диско-моды внесли поп-группы, чьи композиции «крутили» на дискотеках.

## Эстетический идеал «в стиле диско»
Идеальным воплощением эпохи диско стал высокий, стройный, и даже субтильный юноша без намёка на грубую мускулатуру и лишний вес. Его партнёрша по танцам — длинноногая блондинка с неразвитыми формами. Начавшаяся в 1960-е годы «борьба за стройность», в 1970-е приобретает массовый характер. Именно в это время сложился знакомый нам стереотип внешности манекенщицы.

## Особенности стиля

### Одежда
Основа диско-стиля — джинсы. Причём наиболее актуальными являются джинсы-клёш. Некоторые мужчины позволяют себе носить джинсы «на бёдрах». В моде — вышивка и иные способы декорирования джинсовой ткани. 

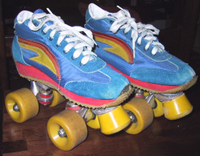
Диско-ролики

Особым шиком считается белый мужской костюм, надетый вместе с чёрной сорочкой с большим воротником поверх пиджака. В моду входят водолазки, которые также допустимы вместе с пиджаком. Стиль диско — это во многом кич, вызов. Помимо классических цветов, принятых в мужской моде, появляются оранжевые, салатовые, ярко-жёлтые рубашки, водолазки, свитера.
Диско-стиль, в силу своей «танцевальной» специфики, многое воспринял от спортивного стиля. Помимо водолазок становятся актуальны разноцветные футболки, шорты, лосины, а в конце 1970-х — кроссовки. Иногда четырёхколесные роликовые коньки в стиле ретро.
Женская мода не менее разнообразна: джинсовые макси-юбки, сарафаны, шорты в сочетании с ботинками и футболками крикливых расцветок. В моде блестящие ткани, люрекс, избыточно-яркая бижутерия. В конце 1970-х становятся популярны лёгкие босоножки на тонких каблуках-шпильках. Самые смелые модницы предпочитают «серебристые» босоножки.
На излёте эпохи диско в моду входят «бананы» — широкие женские брюки, сужающиеся в области щиколоток.

### Причёски
Интересной особенностью диско-стиля становится пышная причёска «афро», как у исполнителей групп «Boney M» и «Ottawan». Афро была не только данью моде, но и признаком толерантности — природная красота негров нашла отражение в общемировой индустрии disco-стиля.
В моде также прямые, длинные, светлые волосы у девушек. Краска для волос становится всё более щадящей — это позволяет женщине с любым типом волос достигать модного оттенка. В начале 1980-х, напротив, становится популярна химическая завивка (в СССР её называли «химия»). Юноши носят пышные причёски, прикрывающие уши. С начала 70-х в мужской прическе появляются бакенбарды (дань Элвису Пресли). Актуальны густые чёлки и большие «шапки» волос.

### Макияж
Абсолютные фавориты эпохи — перламутровая помада (розовая, красная, малиновая) и перламутровые ярко-голубые тени. Как и в 1960-е годы, женщины активно используют чёрную тушь для ресниц (хотя, допустима и синяя, коричневая). Карандаш для контура глаз используется редко. Женщины выщипывают брови, делая их похожими на тонкие ниточки: в моде чётко очерченная, дугообразная, «удивлённо приподнятая» бровь. К концу эпохи диско становится актуальна матовая текстура помады и теней.

## Диско-стиль в СССР
В 1970-е годы в СССР не было никакого запрета на музыку диско, однако она и не популяризировалась. Изданий, рекламирующих диско-стиль в одежде, было тоже мало. Большую популярность имели журналы: «Силуэт» (Эстония), «Мода стран социализма», зарубежные каталоги мод, например, «Quelle».
Среди отечественных киноартистов диско-стиль во многом воплощал Александр Абдулов. Интересный факт: белый костюм Абдулова для фильма «Чародеи» полностью повторял костюм Джона Траволты в «Лихорадке субботнего вечера».
В начале 1980-х на экраны страны вышел индийский кинофильм «Танцор диско» с Митхуном Чакраборти в главной роли. Эта весьма посредственная, но по-восточному колоритная кинокартина стала настоящим хитом 1980-х. Причина популярности «Танцора диско» — музыка. Именно ради песен Баппи Лахири «Jimmi-Jimmi» и «I am a disco-dancer» люди ходили на этот фильм по нескольку раз.
Именно «восточный» вариант одежды в стиле диско пришёлся по вкусу жителям СССР гораздо больше, чем более сдержанный, «джинсовый» вариант стиля «АББА».